# 벨레비트산맥

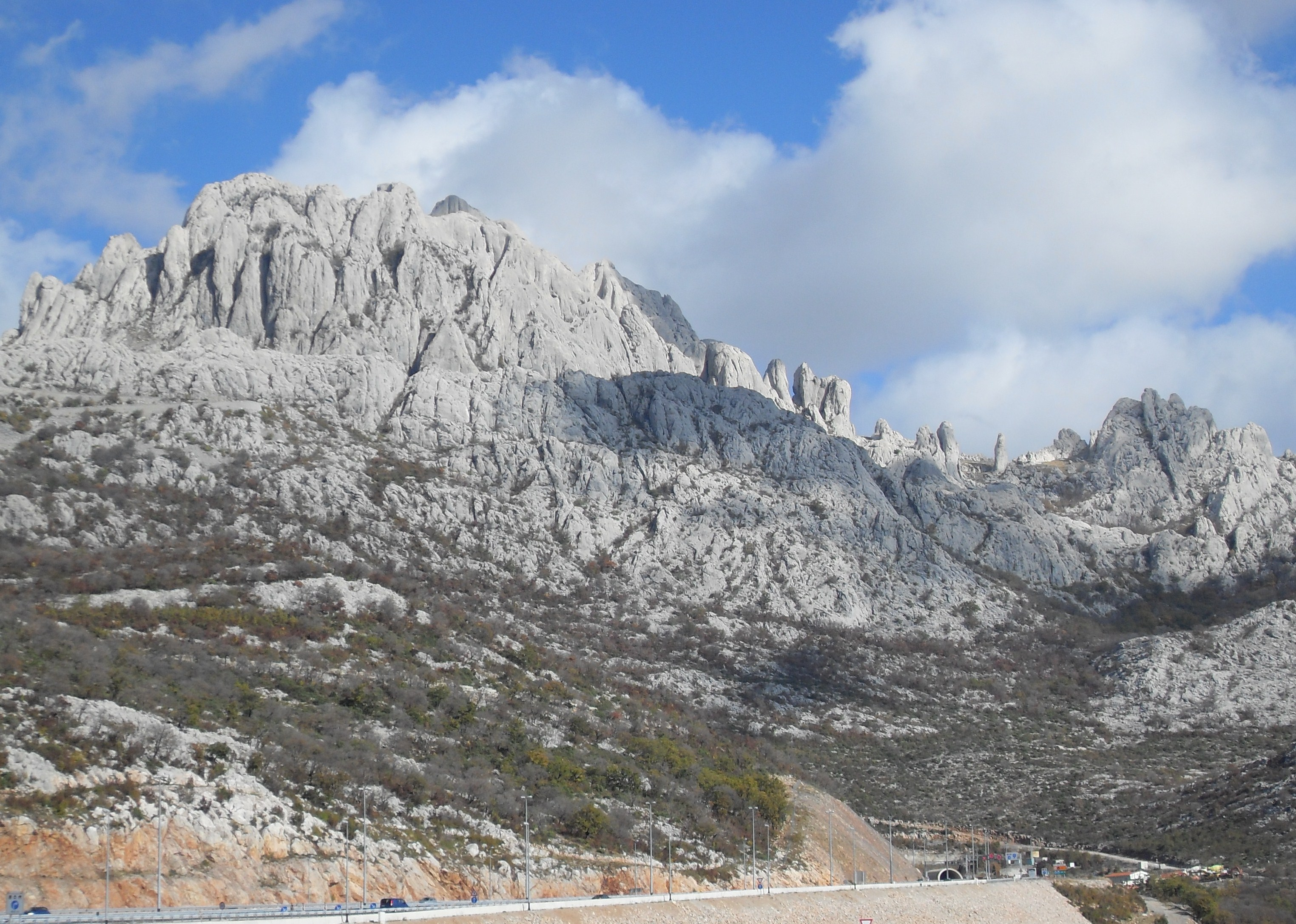
벨레비트산맥

벨레비트산맥(크로아티아어: Velebit, 이탈리아어: Alpi Bebie)은 크로아티아에 위치한 산맥이다. 산맥에서 가장 높은 봉우리는 바간스키봉(Vaganski)으로 높이는 1,757m이다. 디나르알프스산맥에 속한 산맥 가운데 하나로서 아드리아해 연안과 접한다.